# Igney (Meurthe-et-Moselle)
Igney település Franciaországban, Meurthe-et-Moselle megyében. Lakosainak száma 113 fő (2022. január 1.). Igney Foulcrey, Amenoncourt, Autrepierre, Avricourt, Gogney és Repaix községekkel határos.

## Népesség
A település népességének változása:
| Lakosok száma | 168  | 143  | 141  | 115  | 129  | 128  | 124  | 122  | 121  | 113  |
|               | 1968 | 1982 | 1990 | 2006 | 2013 | 2015 | 2017 | 2019 | 2020 | 2022 |